# Convoi SC 42
Seconde Guerre mondiale
Le convoi SC 42 est le 42e d'une série numérotée de Slow Convoys (en français Convois Lents) de navires marchands au cours de la Seconde Guerre mondiale reliant Sydney, dans l'île du Cap-Breton à Liverpool, au Royaume-Uni. Le convoi SC 42 fut attaqué sur une période de trois nuits en septembre 1941, il perd 16 navires coulés et 4 endommagés. Il s'agit de la plus grande perte alliée après l'attaque du convoi SC 7 l'année précédente. Deux sous-marins allemands furent détruits.

## Contexte
Soixante-cinq navires quittent Sydney (Nouvelle-Écosse) le 30 août 1941 avec une escorte locale, à destination de Liverpool. Le commodore du convoi est le contre-amiral W.B. Mackenzie sur l’Everleigh. Une semaine plus tard, ils sont rejoints juste à l'est du détroit de Belle Isle par le 24e groupe d'escorte canadien composé du destroyer Skeena (Lt Cdr JC Hibbard, officier supérieur) et des corvettes NCSM Alberni, NCSM Kenogami et NCSM Orillia. Les corvettes NCSM Chambly et NCSM Moose Jaw effectuent des exercices d'entraînement sur le trajet du convoi sous la direction du commandant James D. Prentice et sont prêtes à renforcer l'escorte alors que le convoi entre dans une zone où l'on sait que des sous-marins allemands attendent.
Face à eux se trouve le groupe Markgraf, un groupe de 14 sous-marins en patrouille au sud-est du Groenland.

## Déroulement
Le 9 septembre, l'U-85 aperçoit le convoi près du cap Farvel, au Groenland, et lance une attaque à la torpille infructueuse. Il commence alors à le suivre, tandis que d'autres sous-marins s'approchent. La lune se lève du côté sud du convoi cette nuit-là. L'U-432 torpille le cargo britannique Muneric, 5 229 tonneaux de jauge brute. Le Muneric et sa cargaison de 7 000 tonnes de minerai de fer coulent rapidement avec les 63 membres de son équipage. Le Kenogami commence à tirer sur un sous-marin en surface sans bénéficier d'obus éclair ou de poudre sans éclat, et perd rapidement le contact lorsque l'équipage perd sa vision nocturne dans l'éclair des coups de feu.
Le convoi fait deux virages d'urgence au cours de la demi-heure suivante, alors que les navires du convoi signalent avoir aperçu trois autres sous-marins en surface. Un autre virage d'urgence du convoi quatre-vingt-dix minutes plus tard surprend le Skeena qui poursuit un contact à grande vitesse. Alors qu'il manœuvre pour éviter une collision, le Skeena dépasse un sous-marin en surface sur une trajectoire inverse, il est si près du feu des navires du convoi que les canons du Skeena ne peuvent pas être utilisés pour le supporter. L'U-652 torpille le Baron Pentland et le Tahchee pendant la canonnade. Le pétrolier Tahchee est remorqué jusqu'au port par l’Orillia, alors que le cargo britannique Baron Pentland de 3 410 tonneaux coule avec 1 512 standards de bois et deux membres de son équipage.
Un autre virage d'urgence du convoi donne deux heures de répit plein de suspense pendant que l’Orillia aide le Tahchee et recherche des survivants à l'arrière du convoi. Puis l'U-432 torpille le cargo néerlandais Winterswijk et le cargo norvégien Stargard. Le cargo Regin s'arrête pour secourir les survivants du Starguard et ouvre le feu sur un sous-marin en surface. Alors que le Skeena et le Kenogami recherchent des sous-marins autour du Winterswijk et du Stargard en détresse, l'U-81 torpille le cargo britannique Sally Maersk, le convoi fait un autre virage d'urgence pour éviter un sous-marin en surface. L'U-82 torpille le CAM ship britannique Empire Hudson moins de deux heures après que le Skeena reprenne sa position devant le convoi.
Le 10 septembre, au lever du jour, le convoi est aperçu à plusieurs reprises au moyen de périscopes et doit faire demi-tour en urgence avant que l'U-85 ne torpille le cargo britannique Thistleglen. Le Skeena et l’Alberni contre-attaquent et endommagent l'U-85 avec des charges de profondeur. Le Thistleglen coule avec 5 200 tonnes d'acier, 2 400 tonnes de fonte et 3 membres de son équipage.
L'U-82 torpilla le pétrolier britannique Bulysses ce soir-là. L'U-82 torpille ensuite le cargo britannique Gypsum Queen peu de temps après que le convoi ordonne un virage d'urgence. Le Gypsum Queen coule rapidement avec 5 500 tonnes de soufre et dix membres de son équipage. Le Bulysses coule avec 9 300 tonnes de gazole et quatre membres de son équipage. Les autres navires du convoi secourent les survivants. Les corvettes Chambly et Moose Jaw observent le feu de ces attaques et surprennent l'U-501 alors qu'il navigue pour renforcer le groupe allemand. L'U-501 est d'abord chargé par le Chambly puis éperonné par le Moose Jaw alors que le sous-marin endommagé fait surface. Le capitaine de l'U-501 saute de la tour de commandement sur le pont du Moose Jaw ; le Moose Jaw envoie une équipe d'abordage pour entrer dans le sous-marin. Onze Allemands et un membre de l'équipe d'arraisonnement canadienne (le chauffeur William Brown) sont perdus lorsque l'U-501 coule ; l'U-501 est le premier U-boot coulé par des escortes canadiennes.
Peu après minuit, dans la nuit du 10 au 11 septembre, l'U-207 torpille le cargo britannique Berury et le cargo britannique Stonepool, alors que le Chambly et le Moose Jaw attaquent l'U-501. L'U-432 torpille ensuite le cargo suédois Garm, l'U-82 torpille le cargo britannique Empire Crossbill et le cargo suédois Scania deux heures plus tard, tandis que l’Alberni, le Kenogami et le Moose Jaw secourent les survivants du Berury et du Stonepool. L'U-43 lance des torpilles sans succès, l'U-433 endommage le cargo norvégien Bestum, l'U-202 coule le Scania, tandis que l'U-105 coule le Montana, un navire battant pavillon panaméen.
Le 11 septembre, l'escorte est renforcée par le chalutier naval Buttermere et les corvettes NCSM Wetaskiwin, NCSM Mimosa et HMS Gladiolus du convoi HX 147 et par le 2e groupe d'escorte composé du leader de flottille HMS Douglas (officier supérieur du commandant WE Banks), des destroyers HMS Leamington, HMS Veteran HMS Skate et HMS Saladin. Le Leamington et le Veteran larguent 21 grenades sous-marines dans l'après-midi alors qu'ils enquêtent sur un rapport d'un avion du RAF Coastal Command concernant un sous-marin en avant du convoi. L'analyse d'après-guerre indique que leurs attaques ont probablement détruit l'U-207.

## Conséquences
Avec l'arrivée de ces renforts, les attaques du Markgraf sont étouffées. Bien que le groupe continue à les suivre, il est incapable de lancer d'autres assauts.
L'arrivée le 12 septembre du chalutier naval Windermere et des destroyers St. Croix du convoi SC 41 et Columbia du convoi HX 147 permet aux escorteurs originaux restants Skeena, Alberni et Kenogami de partir pour se ravitailler. Le 13 septembre, les destroyers du 2e groupe d'escorte partent pour se ravitailler après l'arrivée des destroyers américains Sims, Hughes et Russell. Le dernier incident du voyage a lieu trois jours plus tard lorsque l'U-98 torpille le cargo britannique Jedmore alors que le convoi approche du canal du Nord en fin d'après-midi du 16 septembre.
Le convoi SC 42 arrive à Liverpool le 20 septembre 1941. Seize navires totalisant 68 259 tonneaux de jauge brute ont été coulés et quatre navires (14 132 tonneaux de jauge brute) endommagés. Un navire a fait demi-tour. Quarante-quatre navires arrivent sains et saufs et deux sous-marins furent détruits, bien que l'un de ces naufrages ne fut confirmé qu'après la guerre.

## Tableau des pertes

### Navires alliés coulés
| Date              | Heure | Nom               | Drapeau     | Victimes | Tonnage | Cargaison                   | Coulé par... |
| ----------------- | ----- | ----------------- | ----------- | -------- | ------- | --------------------------- | ------------ |
| 9 septembre 1941  | 06:55 | Empire Springbuck | Royaume-Uni | 42       | 5591    | Acier et explosifs          | U-81         |
| 9 septembre 1941  | 21:37 | Muneric           | Royaume-Uni | 63       | 5229    | Minerai de fer              | U-432        |
| 9 septembre 1941  | 23:48 | Baron Pentland    | Royaume-Uni | 2        | 3410    | Bois                        | U-432        |
| 10 septembre 1941 | 02:10 | Winterswijk       | Pays-Bas    | 20       | 3205    | Phosphates                  | U-432        |
| 10 septembre 1941 | 02:10 | Stargard          | Norvège     | 2        | 1113    | Bois                        | U-432        |
| 10 septembre 1941 | 02:45 | Sally Maersk      | Royaume-Uni | 0        | 3252    | Blé                         | U-81         |
| 10 septembre 1941 | 05:04 | Empire Hudson     | Royaume-Uni | 4        | 7456    | Blé                         | U-82         |
| 10 septembre 1941 | 10:30 | Thistleglen       | Royaume-Uni | 3        | 4748    | Acier et fonte              | U-85         |
| 10 septembre 1941 | 20:57 | Bulysses          | Royaume-Uni | 4        | 7519    | Gazoil                      | U-82         |
| 10 septembre 1941 | 21:00 | Gypsum Queen      | Royaume-Uni | 10       | 3915    | Soufre                      | U-82         |
| 11 septembre 1941 | 00:10 | Stonepool         | Royaume-Uni | 42       | 4815    | Céréales, avoine et camions | U-207        |
| 11 septembre 1941 | 00:10 | Berury            | Royaume-Uni | 1        | 4924    | Divers                      | U-207        |
| 11 septembre 1941 | 02:10 | Scania            | Suède       | 0        | 1980    | Bois                        | U-82         |
| 11 septembre 1941 | 02:10 | Empire Crossbill  | Royaume-Uni | 49       | 5463    | Acier                       | U-82         |
| 11 septembre 1941 | 02:30 | Garm              | Suède       | 6        | 1231    | Bois                        | U-432        |
| 16 septembre 1941 | 19:00 | Jedmore           | Royaume-Uni | 31       | 4392    | Minerai de fer              | U-98         |

### U-Boote détruits
| Date              | Numéro | Capitaine        | Victimes | Sort    | touché par...                                |
| ----------------- | ------ | ---------------- | -------- | ------- | -------------------------------------------- |
| 10 septembre 1941 | U-501  | K/L Hugo Förster | 12       | Détruit | NCSM Chambly (K116) et NCSM Moose Jaw (K164) |
| 11 septembre 1941 | U-207  | K/L Fritz Meyer  | 41       | Détruit | HMS Leamington (G19) et HMS Veteran (D72)    |